# Хируршки шав
Хируршки шав или шавови, је медицински поступак који се користи за држање телесних ткива заједно и приближавање ивица ране након повреде или операције. Примена углавном укључује употребу игле са на њој причвршћеном дужином хируршког конца. Постоје бројне врсте шавова који се разликују по облику и величини игле, као и материјалу и карактеристикама хируршког конца. Избор хируршког шава треба да буде одређен карактеристикама и локацијом ране или специфичним телесним ткивима која се апроксимирају.
Приликом одабира игле, конца и технике шивања које ће се користити за одређеног пацијента, пружалац медицинске неге мора узети у обзир затезну чврстоћу специфичног конца за шав  потребну за ефикасно држање ткива заједно у зависности од механичких сила и сила смицања које делују на рану као и дебљина ткива које се апроксимира. Пре постављања шава мора се узети у обзир и еластичност конца и способност прилагођавања различитим ткивима, као и састав материјала конца што омогућава лаку употребу за оператера. Различите карактеристике шавова омогућавају различите степене реакције ткива и оператер мора да одабере шав који минимизира реакцију ткива, а да притом задржи одговарајућу затезну чврстоћу.
Примена хируршког шава захтева добру едукацију лекара, која започиње још у току студија медицине.

## Историја
Током много миленијума, коришћени су или предлагани различити материјали за шавове. Игле су биле направљене од кости или метала као што су сребрна, бакарна и алуминијумска бронзана жица. Шавови су прављени од биљног (лан, конопља и памук) или животињског материјала (коса, тетиве, артерије, мишићне траке и нерви, свила и катгут).
Најранији извештаји о хируршком шаву датирају из 3000. године пре нове ере у старом Египту, а најстарији познати шав је онај са мумије из 1100. године пре нове ере. Детаљан опис шава за рану и материјала за шивање који се у њему користио дао је индијски мудрац и лекар Махариши  Сушрута, у својим написима из 500. године пре нове ере.
Грчки отац медицине, Хипократ, описао је технике шавова, као и каснији  Аулус Корнелије Целзус. Римски лекар из 2. века Гален је описао шавове направљене од црева или катгута.
У 10. веку, шав од катгута заједно са хируршком иглом коришћен је у операцијама код Абулкасиса.  Шав је био сличан оном на жицама за виолине, гитаре и тениске рекете и укључивао је примену овчијих или крављих црева. Кетгут је понекад доводио до инфекције услед недостатка дезинфекције и стерилизације материјала.
Џозеф Листер је подржао рутинску стерилизацију свих шавова. Прво је покушао стерилизацију са "карболичним катгутом" из 1860-их, а две деценије касније уследио је хромирани катгут. Стерилизација кетгута је коначно постигнут 1906. применом раствора јода.
Следећи велики скок догодио се у двадесетом веку. Хемијска индустрија је покренула производњу првог синтетичког конца раних 1930-их, који је касније прешао у производњи бројних упијајућих и неупијајућих синтетичких материјала. Први синтетички апсорбујући конац се базирао на поливинил алкохолу 1931. године. Полиестери су развијени 1950-их, а касније је успостављен процес радијационе стерилизације за катгут и полиестер. Полигликолна киселина је откривена 1960-их и примењена 1970-их. Данас је већина шавова направљена од синтетичких полимерних влакана. Свила и, ретко, шавови за црева су једини материјали који се још увек користе од давнина. У ствари, шавови од црева су забрањени у Европи и Јапану због забринутости у вези са говеђом спонгиформном енцефалопатијом. Свилени шав се и данас користи, углавном за обезбеђивање хируршких дренажа.

## Материјали за шавове

### Карактеристике материјала за шивање
Материјал за шавове мора имати низ специфичне особине:
- Прво, материјал за шавове мора бити од супстанце која није токсична и не изазваа алергијске реакције.
- Друго неопходан квалитет је отпорност на стерилизацију, јер је одсуство патогене флоре веома важно током хируршке интервенције.
- Треће материјал за шавове мора бити јак, како не би повредио ткива кроз која пролази.
- Четврто,  материјал за шавове мора поседовати еластичност и способност формирања чворова.

Сви материјали могу имати облик једне нити или се формирају од неколико (увртања, ткањем).
У зависности од способности супстанце да се биоразгради, материјала за шавове класификују се овако: 
- упијајући шавови,
- споро упијајући шавово
- уопште не апсорбујућишавови.

Такође, материјал за шав у хирургији може бити израђен од природног или синтетичког материјала.

### Величине
Величине шавног материјала дефинисане су фармакопејом нпр. Сједињених Америчких Држава (У.С.П.). Конци су првобитно произвођени у величини од #1 до #6, при чему је #1 најтањи. Конац #4 би био отприлике пречника жице тениског рекета. 
Технике израде, проистекле на почетку из производње музичких жица, нису дозвољавале тање пречнике. Како су се процедуре побољшале, #0 је додат пречницима шавова, а касније су се производили све тање нити, које су ознаћаване као #00 (#2-0 или #2/0) до #000000 (#6-0 или #6/0).
Модерни шавови се крећу од #5 (тешки плетени шав за ортопедију) до #11-0 (фини монофиламентни шав за офталмологију). 
Атрауматске игле се производе у свим облицима за већину величина шавова. Стварни пречник игле за дату У.С.П. величину разликује се у зависности од класе материјала за шавове.
| УСП ознака | Пречник колагена (mm) | Синтетички апсорбујући пречник (mm) | Неапсорбујући пречник(mm) | Амерички пречник нити |
| ---------- | --------------------- | ----------------------------------- | ------------------------- | --------------------- |
| 11-0       |                       |                                     | 0.01                      |                       |
| 10-0       | 0.02                  | 0.02                                | 0.02                      |                       |
| 9-0        | 0.03                  | 0.03                                | 0.03                      |                       |
| 8-0        | 0.05                  | 0.04                                | 0.04                      |                       |
| 7-0        | 0.07                  | 0.05                                | 0.05                      |                       |
| 6-0        | 0.1                   | 0.07                                | 0.07                      | 38–40                 |
| 5-0        | 0.15                  | 0.1                                 | 0.1                       | 35–38                 |
| 4-0        | 0.2                   | 0.15                                | 0.15                      | 32–34                 |
| 3-0        | 0.3                   | 0.2                                 | 0.2                       | 29–32                 |
| 2-0        | 0.35                  | 0.3                                 | 0.3                       | 28                    |
| 0          | 0.4                   | 0.35                                | 0.35                      | 26–27                 |
| 1          | 0.5                   | 0.4                                 | 0.4                       | 25–26                 |
| 2          | 0.6                   | 0.5                                 | 0.5                       | 23–24                 |
| 3          | 0.7                   | 0.6                                 | 0.6                       | 22                    |
| 4          | 0.8                   | 0.6                                 | 0.6                       | 21–22                 |
| 5          |                       | 0.7                                 | 0.7                       | 20–21                 |
| 6          |                       |                                     | 0.8                       | 19–20                 |
| 7          |                       |                                     |                           | 18                    |

## Складиштење шавова
Да би нити задржали своја физичка својства, важно је придржавати се исправног температурног режима. Материјали за шавове у операцији губе снагу ако се чува  на температури изнад 30ºС или при негативним температурама. Ако је конац извађен из амбалаже, али није употребљен, мора се бацити, јер  поновна стерилизација шавног материјала није дозвољена. 
Важно је поштовати рок трајања јер се након њиховог истека, својства шавова донекле мења. Контакт с влагом је такође врло непожељан. Поновна стерилизација шавног материјала није дозвољена. 

## Уклањање шавова
Када ће се уклонити шав зависи од њихове локације на телу. У начелу а према општим смерницеама бројеви дана до уклањања шава су следећи:
- скалп: 7 до 10 дана
- лице: 3 до 5 дана
- грудни кош или труп: 10 до 14 дана
- руке: 7 до 10 дана
- ноге: 10 до 14 дана
- руке или ноге: 10 до 14 дана
- дланови или стопала: 14 до 21 дан